# Roman (Musiker)
Roman ist ein internationaler Popact der frühen 1990er Jahre.

## Geschichte
Unter dem Pseudonym ’Roman’ verbirgt sich Bertram Ernst (* 21. Juli 1963). Nach einem Musikstudium und Tätigkeiten als Keyboarder und Sänger konzipierte er die Kunstfigur ’Roman’ und erhielt 1989 einen internationalen Solo-Plattenvertrag als Sänger und Komponist bei WEA Deutschland. Unter diesem Label erschienen zwei Roman-Alben, welche als progressive, zeitlose Popmusik gelten.

## Stil
Romans Musik verbindet verschiedene Musikstile miteinander. Die Prägung seines rumänischen musikalischen Ziehvaters Eugen Filipescu wird gegenwärtig, wenn folkloristische Farben und Skalen neben klassischen Orchesterinstrumenten auftauchen. Die Presse jedoch sah in ’Roman’ eher eine europäische Variante des US-Amerikaners Prince (Audio, Penthouse). Die Texte seiner Musik spiegeln die Unbefangenheit des Künstlers und seine persönlichen Erfahrungen wider.

## Veröffentlichungen
1989 nahm der Künstler im Hamburger Studio "Chateau du Pape" gemeinsam mit dem Co-Produzenten Jeopard sein Debütalbum ’Blue Moonbeam’ auf, welches im März 1990 erschien. Musikalisch unterstützt wurde er dabei vom The-Who-Schlagzeuger Simon Phillips und dem Bassisten Pino Palladino, der bereits bei Paul Young, Phil Collins und Elton John mit seinem Fretless Bass für unverwechselbare Markenzeichen sorgte.
Mit der Single-Auskopplung ’Rainy Day’ legte der Künstler am 15. Januar 1990 einen erfolgreichen Start hin, welcher durch die veränderten Airplay-Listen im Zuge des ersten Irak-Kriegs begünstigt wurde. Die folgende Single ’Blue Moonbeam’ konnte sich zwar nicht in den Charts platzieren, sorgte aber besonders bei der internationalen Presse auf Grund der ungewöhnlichen Instrumentierung für großes Aufsehen. Cosmopolitain beschrieb seine Musik als „raffinierte Melange aus Funk, Chanson und Folklore“, und New Mag bezeichnete Roman als „Aushängeschild für die deutsche Szene“.
Das zweite Album ’Naked Stories’ führte den Künstler 1993 nach London. Nach einer Vorproduktion im eigenen Mönchspfeffer Tonstudio nahm Roman im von Manfred Mann geführten traditionsreichen Workhouse-Studio an der Old Kent Road sein zweites Album mit dem New Romantic Produzenten Richard James Burgess auf, der zuvor Künstler wie Spandau Ballet und Adam & The Ants erfolgreich produzierte.
Das zweite Album verfügte nicht mehr über den jugendlichen Charme des Debütalbums, an dessen Stelle traten klarere Songstrukturen und vielschichtige, ausgereifte Arrangements als Qualitäten, wobei besonders die vielstimmigen Chöre von Roman für Aufmerksamkeiten sorgten.
Der „Geschichten erzählende Sänger“ (New Mag) wurde dabei nicht nur von seinen Bandmitgliedern Olaf Scherf (Gitarre) Cornelius Borgolte (Klarinetten und Saxophone) und Juergen Friesenhahn (Schlagzeug) begleitet, sondern bekam namhafte Unterstützung durch Peter Weihe, Manfred Mann und Phil Palmer.
Im März 1994 erschien die Single ’Something like magic’, dessen Video eine hohe Rotation auf MTV und VIVA erzielen konnte. Die zweite Single, ’Train 119’ wurde im Juni 1994 veröffentlicht und erreichte nicht die erwartete Chartplatzierung, so dass keine weiteren Veröffentlichungen bei WEA Germany erschienen. Weitere Roman-Veröffentlichungen sind nicht bekannt, trotz einer regen internationalen Nachfrage nach seiner Musik in den bekannten Download-Portalen. Eher sind es die späteren Arbeiten des Künstlers als Komponist und Produzent in seinem Bochumer Mönchspfeffer Studio sowie seine unterschiedlichen Live-Projekte unter den Pseudonymen ’White Orange’ und ’Stern’, welche weiter für Öffentlichkeit sorgen.

## Diskografie

### Alben
- 1990 – Blue Moonbeam
- 1993 – Naked Stories

### Singles
- 1990 – Rainy Day
- 1994 – Train 119
- 1994 – Something like magic